# Județul Tulcin
Județul Tulcin a fost unul dintre cele 13 județe care au făcut parte din Guvernământul Transnistriei, regiune aflată sub administrație românească între anii 1941 și 1944.

## Istoric
La 19 august 1941, este dat Decretul nr. 1 privind înființarea Administrației civile a Transnistriei. Acesta prevedea limitele teritoriale și numirea Guvernatorului civil al Transnistriei în persoana profesorului universitar Gheorghe Alexianu, care-și avea sediul provizoriu la Tiraspol. Pe 30 august 1941, a avut loc semnarea acordului româno-german numit: „Înțelegeri: asupra siguranței, administrației și exploatării economice a teritoriilor dintre Nistru și Bug (Transnistria) și Bug-Nipru (regiunea Bug-Nipru)”. 

## Componență
Reședința județului Tulcin se găsea la Tulcin.
Județul Tulcin era alcătuit din raioanele Braslav, Spicov, Trostineț și Tulcin.